# Catoptes
Catoptes är ett släkte av skalbaggar. Catoptes ingår i familjen vivlar.

## Dottertaxa tillCatoptes, i alfabetisk ordning[1]
- Catoptes aemulator
- Catoptes aequalis
- Catoptes albatus
- Catoptes albicans
- Catoptes albosparsus
- Catoptes apicalis
- Catoptes argentalis
- Catoptes asperellus
- Catoptes attenuatus
- Catoptes bicostatus
- Catoptes brevicornis
- Catoptes caliginosus
- Catoptes carinalis
- Catoptes chalmeri
- Catoptes cheesemani
- Catoptes compressus
- Catoptes constrictus
- Catoptes curvatus
- Catoptes decorus
- Catoptes dehiscens
- Catoptes duplex
- Catoptes egens
- Catoptes flaviventris
- Catoptes fumosus
- Catoptes furvus
- Catoptes humeralis
- Catoptes latipennis
- Catoptes limbatus
- Catoptes lobatus
- Catoptes longulus
- Catoptes nigricans
- Catoptes obliquesignatus
- Catoptes obliquis
- Catoptes pallidipes
- Catoptes parilis
- Catoptes pilosellus
- Catoptes posticalis
- Catoptes robustus
- Catoptes scutellaris
- Catoptes spectabilis
- Catoptes spermophilus
- Catoptes stolidus
- Catoptes subnitidus
- Catoptes subplicatus
- Catoptes tenebricus
- Catoptes tibialis
- Catoptes vastator
- Catoptes vexator